# Not 20 Anymore
"Not 20 Anymore" é uma canção da cantora norte-americana Bebe Rexha. Foi lançada em 30 de agosto de 2019, em seu trigésimo aniversário, através da Warner como um single promocional. A canção foi escrita por Rexha, Jordan K. Johnson, Michael Pollack, Oliver Peterhof e Stefan Johnson, e produzida por German e the Monsters and the Strangerz .

## Fundo
Em 12 de agosto de 2019, Rexha confirmou o título da música e a data de lançamento. Em 23 de agosto, ela revelou a arte da capa da música. Em 28 de agosto, Rexha anunciou que o videoclipe da música seria lançado com a música em 30 de agosto.

## Composição
"Not 20 Anymore" é uma balada "jazz, slow-burn" sobre aceitação do corpo e amor próprio. Escrevendo para o Idolator, Mike Wass escreveu que a música "assume uma postura poderosa contra o preconceito de idade". Durante o gancho, Rexha canta "Não, eu não tenho mais 20 anos (mais 20 anos) / Não tente me deixar sentir-me insegura / Porque eu estou envelhecendo como vinho, eu fico melhor com o tempo, sim, eu fico (sim, eu fico)". Foi escrita por Rexha, Jordan K. Johnson, Michael Pollack, Oliver Peterhof e Stefan Johnson, e produzido por German e the Monsters and the Strangerz.

## Videoclipe
O videoclipe de "Not 20 Anymore" foi lançado com a música em 30 de agosto de 2019. Em outubro de 2020, o videoclipe recebeu mais de 10 milhões de visualizações no YouTube. O vídeo também apresenta uma série de homens e mulheres de 20 anos dando seus próprios depoimentos sobre como é ter essa idade, incluindo os medos, inseguranças e preocupações sobre o futuro que vêm com a juventude.

## Desempenho nas paradas musicais
| Tabela musical (2019)                         | Melhor posição |
| --------------------------------------------- | -------------- |
| Estados Unidos (Billboard Digital Song Sales) | 38             |
| Nova Zelândia Hot Singles (RMNZ)              | 38             |

## Histórico de lançamento
| Região | Data                 | Formato                    | Gravadora | Ref.                |
| ------ | -------------------- | -------------------------- | --------- | ------------------- |
| Vários | 30 de agosto de 2019 | Download digital streaming | Warner    | [ 1 ] [ 13 ] [ 14 ] |